# Danziger Willkür
Die Danziger Willkür, Danziger Recht, Danziger Verfassung  war das in Danzig über viele Jahrhunderte geltende Stadtrecht.
Das Wort Willkür bedeutet „das mit Willen erkorene“. Bis in das 18. Jahrhundert bezeichnete es in der deutschen Sprache – abweichend vom modernen Sprachgebrauch – eine Rechtsvorschrift oder eine Sammlung von Rechtsvorschriften.
Um 1224 verlieh der ostpommersche Herzog Swantopolk II. (Zwantepolc de Danceke) das Lübische Recht an die deutsche Kaufmannssiedlung in Danzig. Nach der Übernahme von Danzig durch den Deutschen Orden 1308 entstand die sogenannte Rechtstadt. Eine kleine Handwerkersiedlung wurde um 1370 mit eingeschränkten Rechten ausgestattet, die Danziger Altstadt.
Die Rechtstadt war 1440 Gründungsmitglied des gegen die Herrschaft des Deutschen Ordens gerichteten Preußischen Bundes, die Altstadt trat einige Wochen später bei. 1452 ließen sich die Preußischen Städte ihre Privilegien und Handfesten von Kaiser Friedrich III. bestätigen, damit der Deutsche Orden, welcher ebenfalls den Kaiser als Oberherrn hatte, abgehalten wurde, ihre Privilegien und Handfesten zu kränken. Der Bund erhob sich 1454 gegen den Orden, welches den Dreizehnjährigen Krieg unter den Städten Preußens auslöste. Das unabhängige, aber nun mit dem polnischen König verbündete Danzig hatte eine nach eigenem Willen erschaffene, und somit im Sinne des Begriffes willkürliche, Gesetzesordnung, vermutlich basierend auf älteren Entwürfen. Als Gegenleistung für die Treue zum jeweiligen polnischen König als Schutzherr musste dieser die Danziger Sonderrechte im „Danziger Privileg“ anerkennen.
Es gab im Laufe der Jahrhunderte in Danzig verschiedene Überarbeitungen der Willkür. Die Forschung unterscheidet:
- Die älteste bekannte schriftliche Verfassung der Danziger Willkür stammt aus dem Jahre 1455[3]
- Die zweitälteste Danziger Willkür ist wohl zwischen 1479 und 1500 entstanden.
- Die Willkür von 1574.
- Die Willkür von 1597.
- Die Willkür von 1761.

Auch nachdem Danzig 1793 Teil des Königreich Preußen wurde, blieb die Willkür von 1761 zunächst weiterhin in Geltung. Sie wurde erst am 1. Oktober 1857 durch die Einführung des Westpreußischen Provinzialrechts in Danzig abgelöst.